# (3749) Бэлэм
(3749) Бэлэм (англ. Balam) — тройной астероид главного пояса, который был открыт 28 августа 1984 года американским астрономом Эдвардом Боуэллом в обсерватории Андерсон-Меса и назван в честь крупного канадского астронома и первооткрывателя астероидов Дэвида Бэлэма.

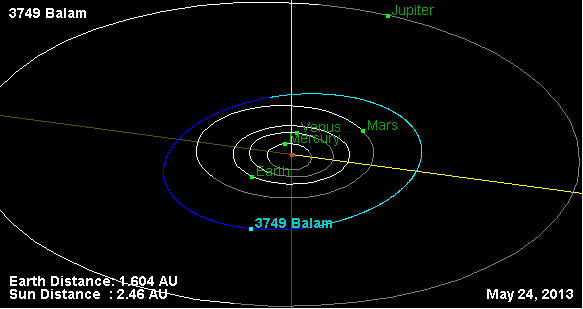
Орбита астероида Бэлэм и его положение в Солнечной системе

Об открытии первого спутника у этого астероида было объявлено 13 февраля 2002 года. Он был обнаружен группой астрономов в составе William J. Merline, Laird M. Close, Nick Siegler, Christophe Dumas, Clark R. Chapman, François J. Rigaut, François Ménard, William M. Owen Jr. и David C. Slater в обсерватории Джемини и получил временное обозначение S/2002 (3749) 1. Спутник диаметром около 1,5 км вращается вокруг основного астероида по сильно вытянутой орбите с эксцентриситетом 0,9 на среднем расстоянии 289 ± 13 км и периодом в 61 ± 10 земных суток. Столь большое расстояние от основного тела, наряду со значительным эксцентриситетом орбиты спутника, делают данную двойную систему наиболее слабо связанной среди всех известных. Ведь учитывая малые размеры основного тела, оно должно обладать крайне незначительной гравитацией: согласно расчётам астрономов радиус сферы Хилла — расстояния на котором тело может удерживать спутник на своей орбите — для данного астероида составляет всего лишь 1500 км.
Второй спутник был обнаружен в марте 2008 года американским астрономом французского происхождения Франком Маршисом. По отношению к первому спутнику он является внутренним и имеет диаметр около 3 км.